# Seznam francoskih boksarjev
Seznam francoskih boksarjev.

## A
- Louis Acaries
- Charles Albert

## C
- Georges Carpentier
- Marcel Cerdan
- Eugene Criqui

## E
- Xavier Eluère

## J
- Rene Jacquot

## M
- Antoine Monteiro

## T
- Marcel Thil
- Christophe Tiozzo
- Fabrice Tiozzo